# 赫魯什卡 (文尼察州)
48°26′41″N 27°59′34″E / 48.44472°N 27.99278°E

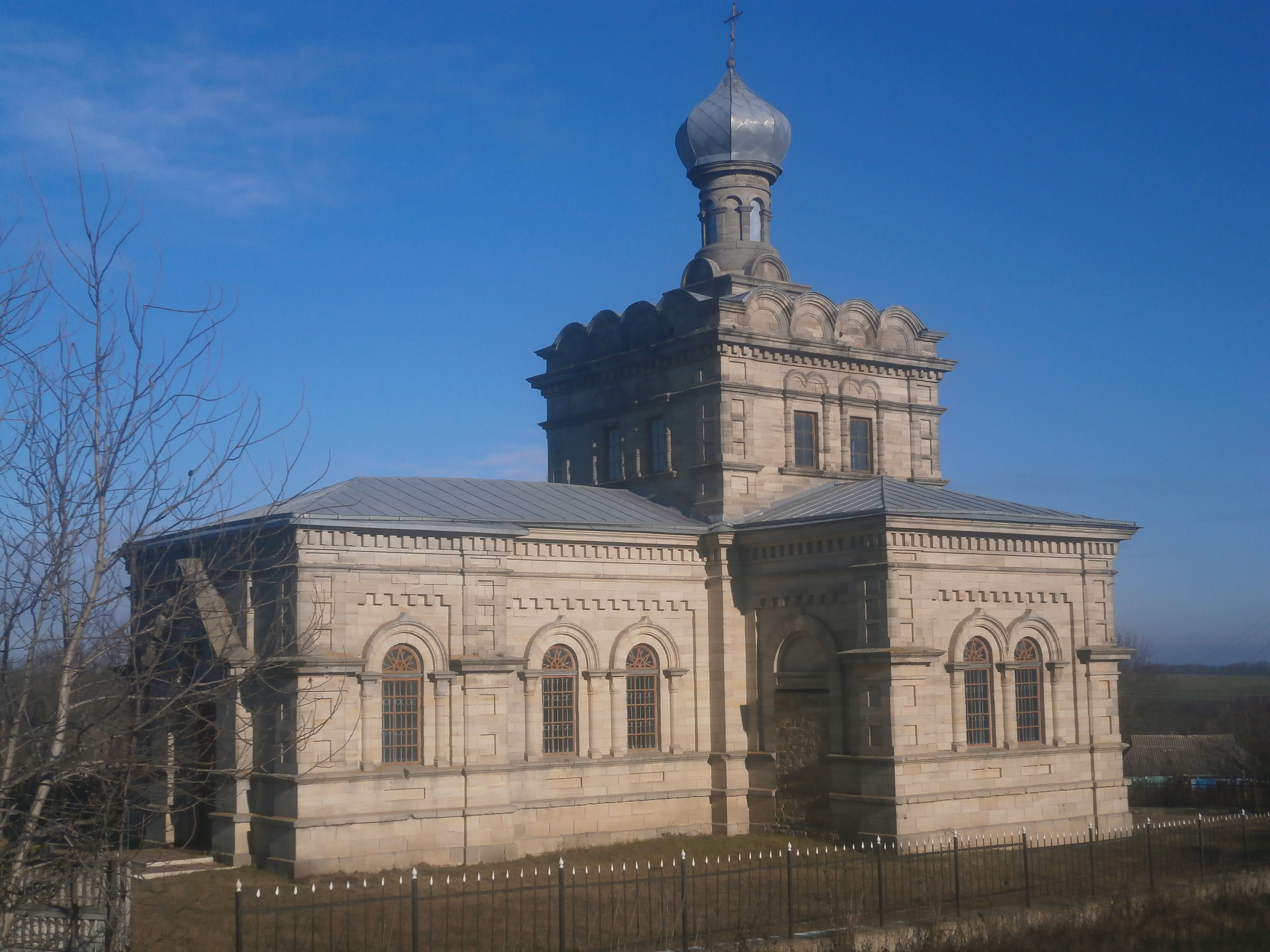
教堂

赫魯什卡（烏克蘭語：Грушка），是烏克蘭西南部的村莊，隸屬文尼察州的莫希利夫-波迪利斯基区莫希利夫-波迪利斯基市镇。該村始建於1534年，面積2.4平方公里，海拔高度174米，2001年人口458。